# The Eternal Sappho
Pour plus de détails, voir Fiche technique et Distribution.
The Eternal Sappho est un film américain muet réalisé par Bertram Bracken et sorti en 1916. Il est aujourd'hui perdu.

## Synopsis
Une femme imagine qu'elle est sous l'emprise de la poétesse grecque libertine Sappho. Sa quête érotique plutôt qu'amoureuse la mène au désastre.

## Fiche technique
- Titre : connu également sous le nom de Bohemia.
- Réalisation : Bertram Bracken
- Scénario : Inspiré d'une nouvelle d'Alphonse Daudet
- Société de production : 20th Century Fox
- Genre : drame
- Durée : 50 minutes.
- Film muet Américain, noir et blanc, 1916.
- Le film est présumé disparu.

## Distribution
- Theda Bara : Laura Bruffins.
- James Cooley : Billy Malvin.
- Walter P. Lewis : M. Marvin, Sr. (sous le nom de Walter Lewis).
- Hattie Delaro : Mme Marvin, Sr.
- Einar Linden : John Drummond.
- Mary Martin : Mme Drummond.
- Kittens Reichert : L'enfant des Drummond.
- George MacQuarrie : Jack McCullough.
- Warner Oland : H. Coudal.
- Frank Norcross : Grubbins.